# FAKHRAVAC
FAKHRAVAC (ペルシア語: واکسن فخرا)は、イランの国防省に付属する機関である防衛イノベーション・研究機構が開発したCOVID-19ワクチンの製品名である。イランにおいて開発されたワクチンの中で、臨床試験を受ける段階に至ったものはFAKHRAVACが3種類目となった。FAKHRAVACは2021年9月の時点で、第3次臨床試験の最中であった。イランでは、FAKHRAVACは2021年9月9日に緊急使用の許可を受けた。
FAKHRAVACという名前はイランの核物理学者であったモフセン・ファフリザデ (Fakhrizadeh)にちなんで付けられたものである。イランの政府当局によれば、同国における新型コロナウイルス感染症の流行を受け、ファフリザデはワクチンの 開発のために働いていた。なお、ファフリザデは2020年11月にイスラエルの影響を受けたアメリカ合衆国の諜報機関による攻撃をイランで受け、暗殺されている。

## 用法・用量
FAKHRAVACは不活化ワクチンである。接種の対象年齢は18歳以上であり、免疫を獲得するには3週間の間隔を空けて合わせて2回、10マイクログラムの本剤を筋肉内注射にて接種しなければならない

## 臨床試験
第1次臨床試験は2021年3月8日から始められた。この臨床試験は18歳以上55歳以下でボディマス指数 (BMI)が18以上35以下、心身ともに異常がなく新型コロナウイルスへの感染歴がない男女合わせて135名の被験者に対して実施された。臨床試験は二重盲検法によるランダム化比較試験で行われ、被験者のうち96名にはFAKHRAVACが、残りの39名には効果のない偽薬（プラセボ）が投与された。
第2次臨床試験は2021年6月8日から実施された。この臨床試験の対象となったのは18歳以上70歳以下でBMIが18から35の範囲内にあり、かつ新型コロナウイルスに感染したことがない男女合わせて500名の被験者である。この臨床試験も二重盲検法を用いたランダム化比較実験によって行われ、被験者は250名ずつの2つのグループに分けられた上で、一方にはFAKHRAVACが、もう一方にはプラセボが投与された。
これらに続けて、第3次臨床試験が2021年8月29日に開始された。この臨床試験では18歳以上かつ臨床試験を行う時点で新型コロナウイルスに感染していたり、妊娠したりしていない男女4万1128名の被験者が対象とされた。この臨床試験も二重盲検法を用いたランダム化比較実験によって行われ、被験者は2万564名ずつの2つのグループに分けられた上で、一方にはFAKHRAVACが、もう一方には中華人民共和国製のシノファームCOVID-19ワクチンが投与された。

## ワクチンの製造
2021年9月に当時イランの国防大臣であったムハンマド＝レザ・ガラエイ・アシュティアニの発言として伝えられたところによれば、その時点で1か月に製造可能であったワクチンの数は100万回分であったが、この数は2、3か月以内に何倍にも増やされる計画であった。しかし、2021年10月にはイランにおいて外国からのワクチンの輸入が増えていることを受けて、ワクチンの製造が中止されたことが報じられた。その後、2022年1月にイラン国防相保健局の長官は同国の保健当局に最初のワクチン（約46万2000回分）が輸送されたことを明らかにした。

## 承認
イランにおいて、FAKHRAVACが緊急使用の許可を得たのは2021年9月9日のことであった。2021年10月の段階では、イラン政府の食料・医薬品担当部局がワクチンのブースター接種、つまり3回目の接種を行うために完全な承認を与えることを検討していると報じられている。